# Gály Lőrinc
Gály Lőrinc (Nagybiccse, Trencsén megye, 1805. augusztus 3. – Pozsony, 1879. május 23.) bölcseleti és teológiai doktor, pozsonyi kanonok.

## Élete
Növendékpapnak felvétetvén, 1820-tól a bölcseletet Nagyszombatban, 1822-től a teologiát Pesten hallgatta. Azután a Mérey-családnál nevelő s 1829-ben érsekújvári káplán volt. 1828. augusztus 10-én misés pappá szentelték föl. 1830-ban a nagyszombati papnövelőben tanulmányi felügyelő s a matematika és történelem tanára lett. 1841. január 14-én a karancssági (Nógrád megye) plébániát kapta, 1842-ben kerületi alesperessé nevezték ki. 1854. június 9-én drégelypalánki plébános lett; 1873. október 10-én pozsonyi kanonokká nevezték ki. Több megye táblabírája s a magyar királyi egyetem teológiai karának tagja volt.

## Munkái
- Egyházi beszéd, melyet az oltári szentség valósága felett szabad. kir. Komárom városában, úrnap után való vasárnap a főpiaczon élő nyelven mondott... Közli a rév-komáromi katolika gyülekezet. Komárom, 1829.
- A hit, mely szeretet által munkálódik. Szent István... magyar király nemzeti ünnepén 1843. Bécsben a kapuczinus atyák templomában hirdette... Bécs, 1843.